# Мезенцев, Александр Валентинович
Алекса́ндр Валенти́нович Ме́зенцев (28 августа 1951, Певек — 12 июня 2015, Москва) — российский актёр, народный артист Российской Федерации (1995).

## Биография
Родился 28 августа 1951 года в посёлке Певек Чаунского района Чукотского национального округа Магаданской области.
Снимался у таких режиссёров, как Алексей Балабанов, Владимир Хотиненко, Владимир Фокин, Сергей Урсуляк.
В 2002 году Александр снимался в одной из главных ролей в фильме Сергея Бодрова-младшего — «Связной». Но после схода ледника Колка в Кармадонском ущелье и гибели практически всей съёмочной группы работа над фильмом была прекращена. Александр Мезенцев в момент этой трагедии не должен был принимать участие в съёмках, это и спасло ему жизнь. 
Скончался 12 июня 2015 года в Москве на 64-м году жизни. Похоронен на Троекуровском кладбище (уч. 19а).

## Театр

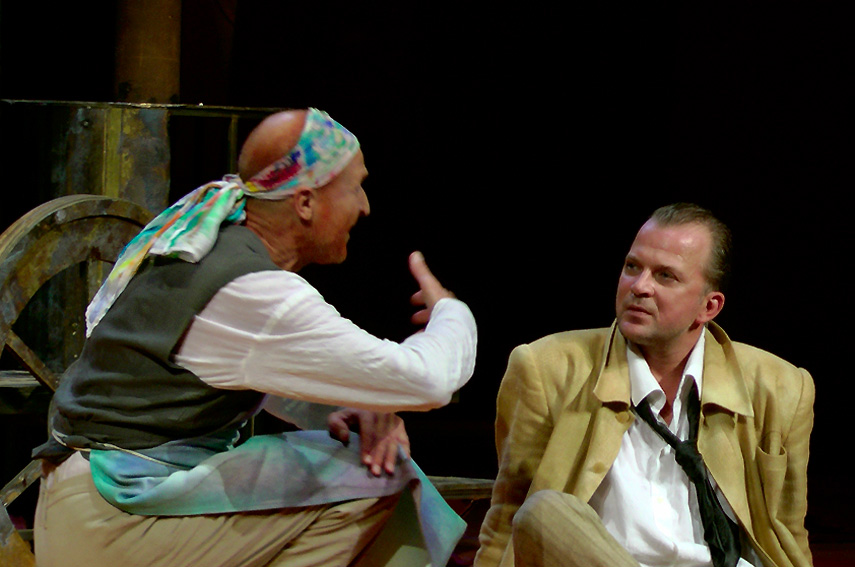
Спектакль МДТ им. Н. В. Гоголя «Мистраль» (режиссёр С. Яшин, 2012 г.), Ван Гог — Александр Мезенцев, Гоген — Андрей Болсунов.

В 1968 году поступил в ГИТИС (преподаватель В. Ф. Дудин), по окончании которого был направлен на работу в Тулу (1973—1974).
С 1974 по 1996 годы служил в Челябинском академическом театре драмы. В 1990 году был инициатором и сорежиссёром постановки спектакля К. Хиггинса и Ж.-К. Каррьера «Гарольд и Мод» (реж. В. Жеребцов, рук. постановки Орлов); в 1993 году осуществил постановку спектакля «Мышеловка» по А. Кристи. В Челябинском ТЮЗе поставил спектакль «Вкус мёда» по пьесе Ш. Дилени (1996).
В 1996—1999 годах — актёр Санкт-Петербургского «Театра на Литейном».
В 1999—2013 служил в Московском драматическом театре им. Н. Гоголя.

### Театральные работы
- Доктор Львов («Иванов» А. П. Чехова)
- Серёжа («История одной любви» А. Тоболяка)
- Фарятьев («Фантазии Фарятьева» А. Соколовой)
- Княжко («Берег» Ю. В. Бондарева)
- Дантес («Дуэль и смерть Пушкина» по пьесе И. Зарубина)
- Панин («Русские люди» К. М. Симонова)
- Никита («Жестокие игры» А. Н. Арбузова)
- М. Яровой («Любовь Яровая» К. А. Тренёва)
- Моцарт («Маленькие трагедии» А С. Пушкина)
- Шут («Король Лир» У. Шекспира)
- Буланов («Лес» А. Н. Островского)
- Цыплёнок («Царствие земное» Т. Уильямса)
- Глинкин («Фальшивая монета» М. Горького)
- Подсекальников («Самоубийца» Н. Эрдмана)
- Царевич Алексей («Антихрист» по Д. С. Мережковскому)
- Виртуоз («Автобус» С. Стратиева)
- Авросимов («Глоток свободы» Б. Окуджавы)
- Нерон («Театр времен Нерона и Сенеки» Э. Радзинского)
- Гарольд («Гарольд и Мод» К. Хиггинса и Ж.-К. Каррьера)

Театр на Литейном
- Равик («Триумфальная арка» по Э. Ремарку, реж. Г. Цхвирава)
- Халвар Сольнес («Строитель Сольнес» Г. Ибсена, реж. В. Туманов)

Театр им Гоголя
- Вендел («Долетим до Милана» О. Заградника, реж. С. Яшин)
- Дорн («Записная книжка Тригорина» Т. Уильямса, реж. С. Яшин)

## Фильмография
1. 1972 — А зори здесь тихие… — хромающий немецкий диверсант (дебют в кино, в титрах не указан)
2. 1998 — Про уродов и людей — доктор Стасов
3. 2002 — По ту сторону волков — оперуполномоченный
4. 2002 — Связной (не был завершён) — Армен, театральный режиссёр
5. 2003 — Кармен — врач
6. 2003 — Пятый ангел — Бернштейн
7. 2004 — Водитель для Веры — врач райбольницы
8. 2005 — Sказка O Sчастье — Станислав Михайлович Жук
9. 2005 — Гибель империи (5-я серия «Прорыв») — Брусилов, генерал
10. 2005 — Есенин — Феликс Дзержинский
11. 2005 — Охота на изюбря — тайное доверенное лицо
12. 2006 — Острог. Дело Фёдора Сеченова — Артём Михайлович Варламов, главврач психбольницы
13. 2006 — Фартовый — Селитер
14. 2007 — Диверсант. Конец войны — генерал ГРУ
15. 2007 — Иное (10-я серия «Могила») — Михаил, доктор
16. 2007 — Ловушка — Игорь Денисович Капронов, следователь
17. 2007 — Я — телохранитель (Эпизод «Ошибка в программе») — Артур Надирович Кардаш
18. 2008 — Хиромант-2 — Хрящ, сокамерник Сергея, смотрящий
19. 2009 — Исаев — Глеб Иванович Бокий
20. 2009 — Черчилль — Георгий Духовской, сотрудник МИДа, коллекционер, приятель Черышева
21. 2012 — Пока цветет папоротник — Колдун
22. 2014 — Дубровский — Андрей Гаврилович Дубровский, полковник в отставке
23. 2014 — Крёстный — Варзин
24. 2015 — Гость — ассенизатор

## Награды и звания
- Заслуженный артист РСФСР (03.08.1987).
- Лауреат международной премии имени Казанович «Лучшие актёры Европы» (1994).
- Народный артист РФ (17.03.1995).